# Lithops olivacea
Lithops olivacea är en isörtsväxtart som beskrevs av L. Bol. Lithops olivacea ingår i släktet Lithops och familjen isörtsväxter. Utöver nominatformen finns också underarten L. o. nebrownii.

## Bildgalleri

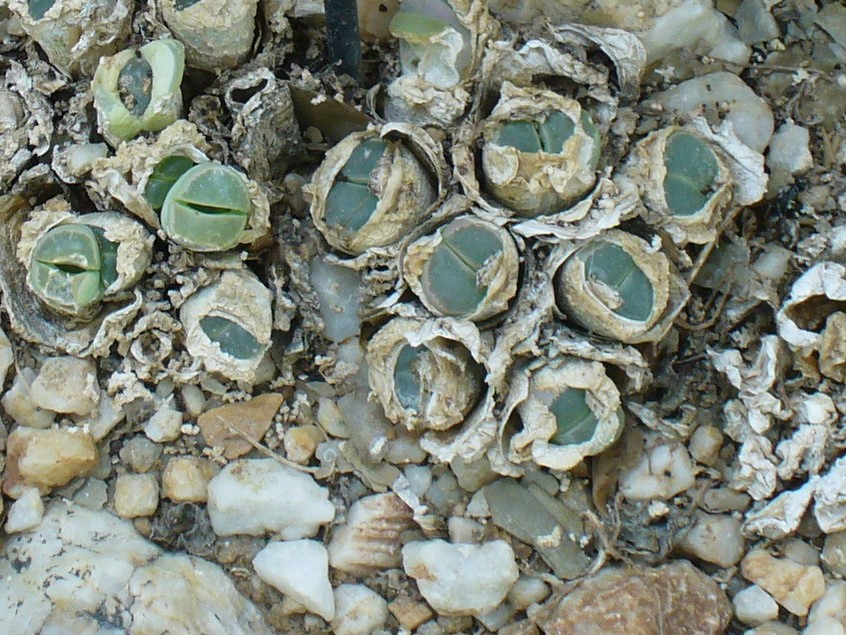
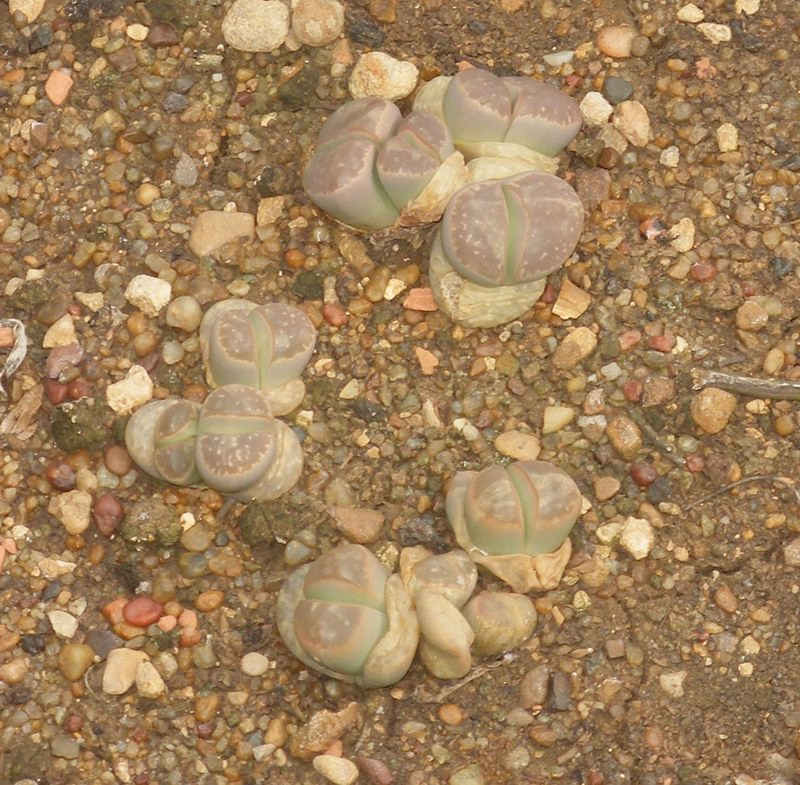
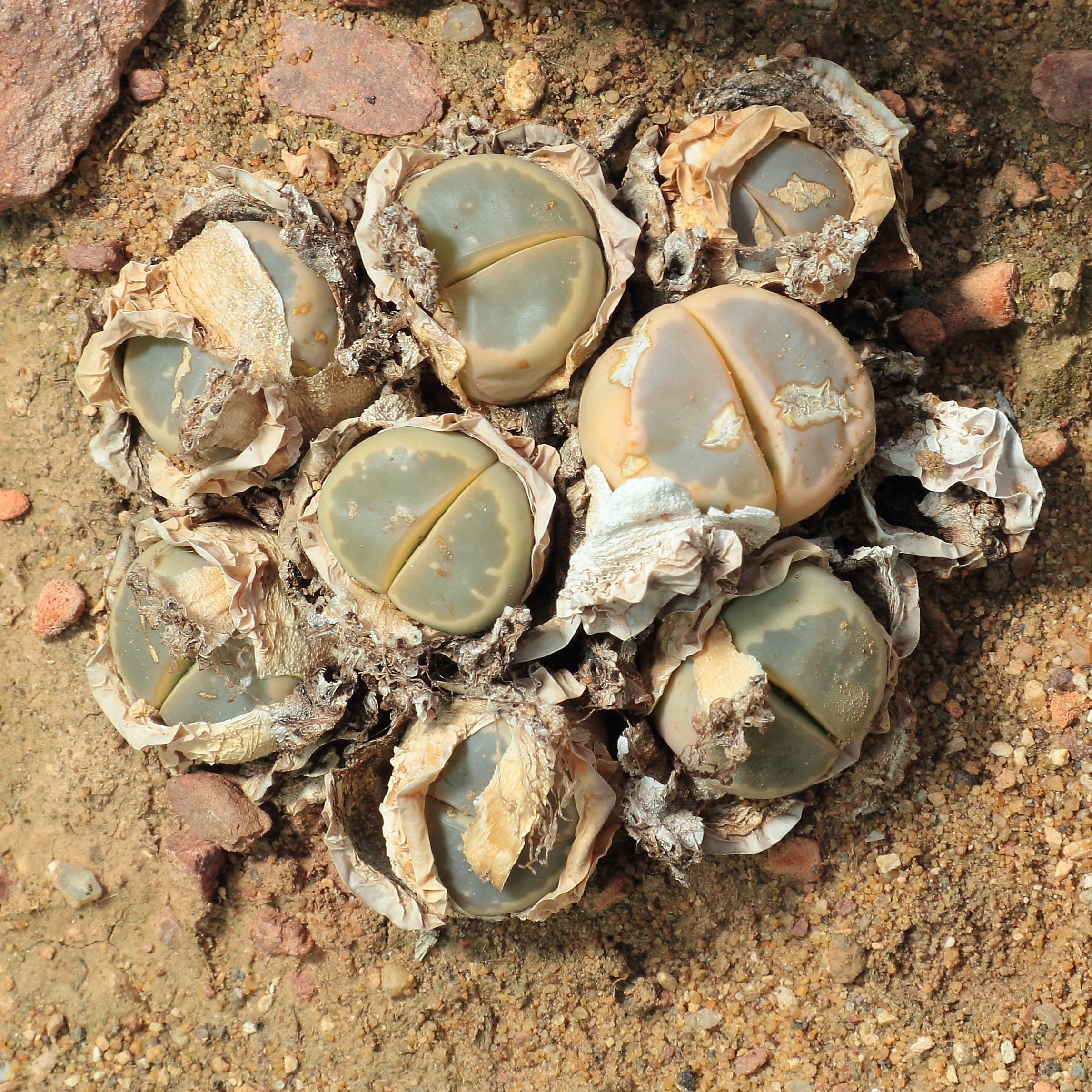
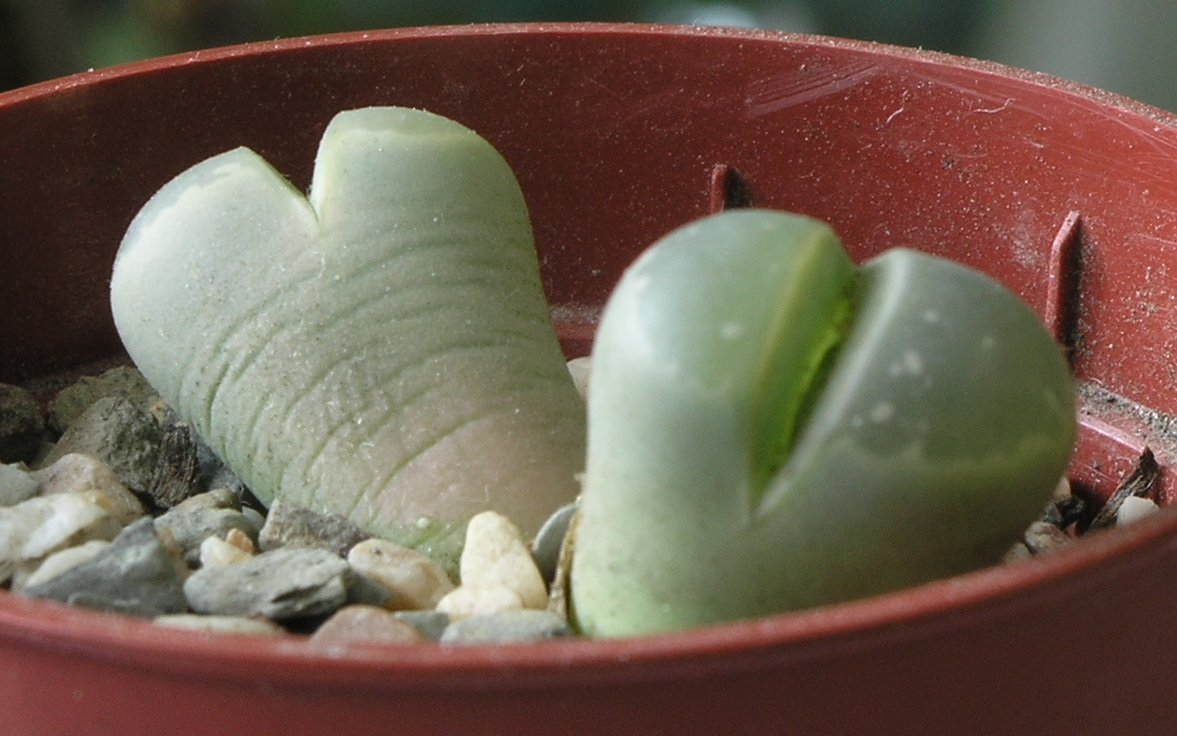
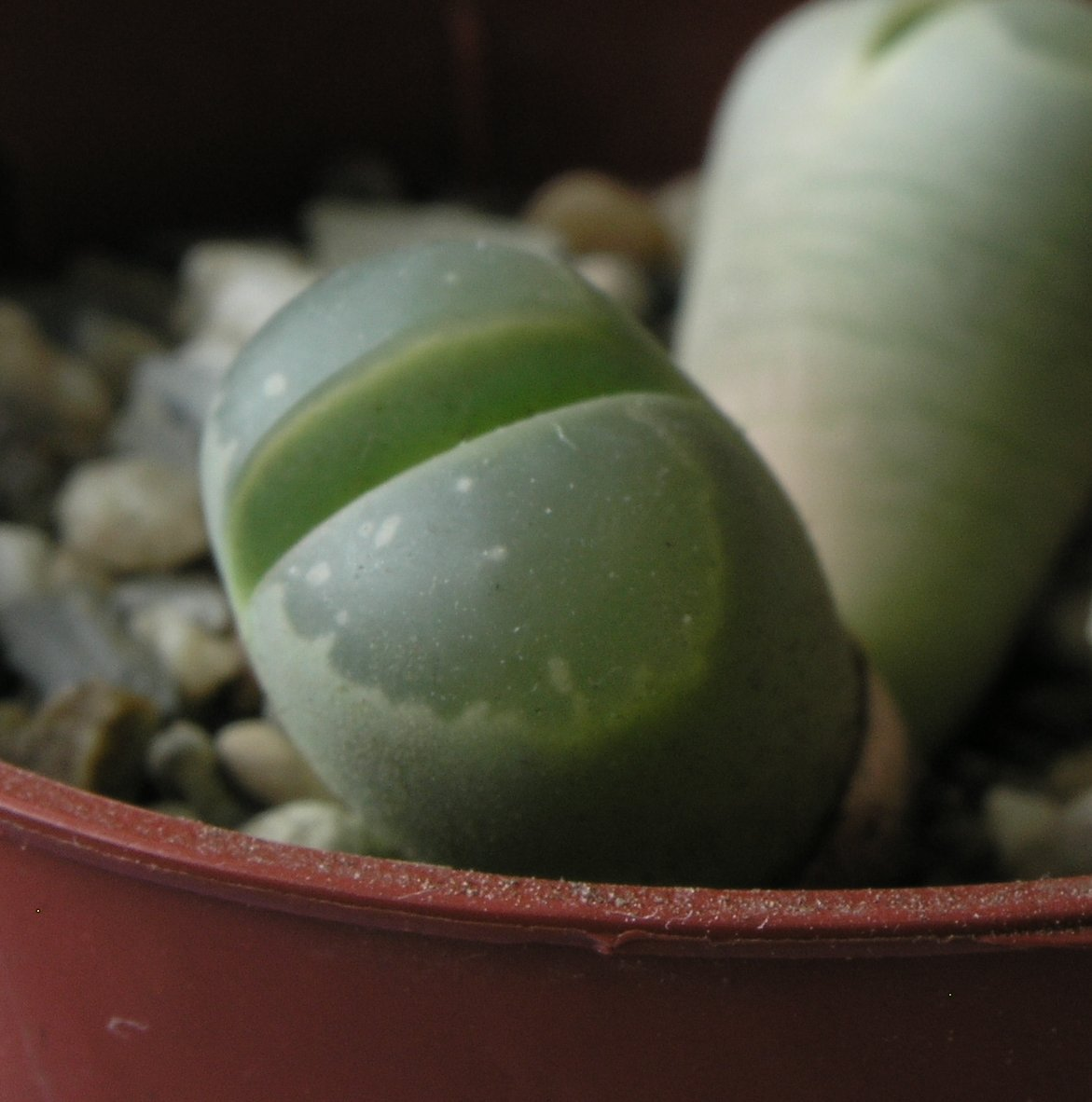
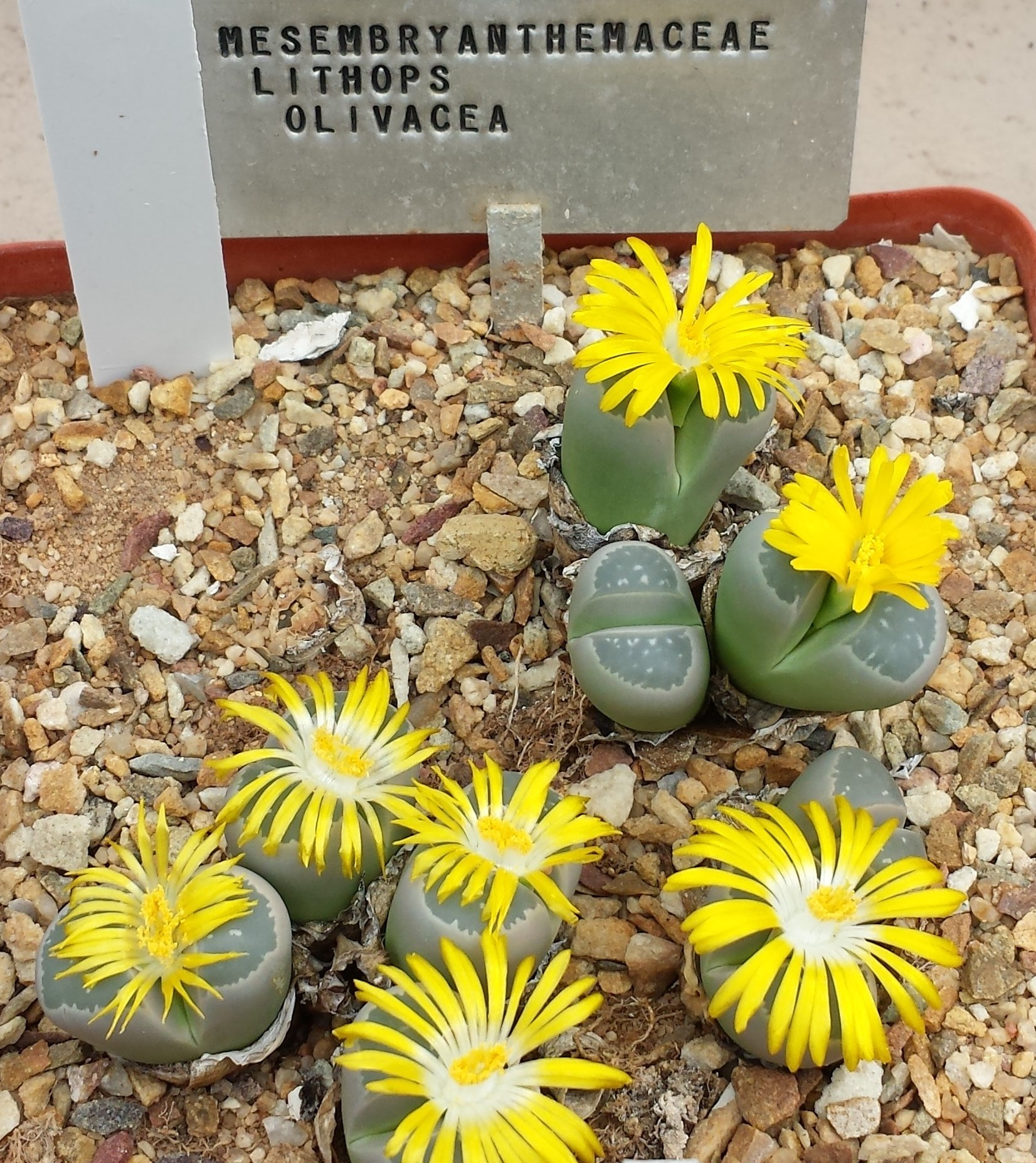